# Microsoft Office 97
Microsoft Office 97 (кодовое имя Office 8) — пятая основная версия офисного пакета Microsoft Office для Windows, выпущенная корпорацией Microsoft 19 ноября 1996 года. Офисный пакет пришёл на смену Microsoft Office 95 и был заменен Microsoft Office 2000 в 1999 году. Версия для Mac OS (Microsoft Office 98 Macintosh Edition) была выпущена 6 января 1998 года.
Microsoft Office 97 является важной вехой в развитии офисного пакета, включающей в себя сотни новых функций и усовершенствований по сравнению с его предшественником.
Пакет официально совместим с Windows NT 3.51 SP5, Windows 95, Windows NT 4.0, Windows 98, Windows 2000 и Windows Me и является последней версией, которую поддерживает Windows NT 3.51.
Для Office 97 были выпущены два служебных выпуска (SR-1 и SR-2); SR-2 решил проблему 2000 года в Office 97.
Основная поддержка для Office 97 закончилась 31 августа 2001 года; расширенная поддержка закончилась 28 февраля 2002 года. Поддержка обновлений безопасности для Office 97 закончилась 16 января 2004 года.

## Функции
Office 97 представил «Панели команд» — парадигму, в которой меню и панели инструментов были сделаны более схожими по возможностям и визуальному дизайну. В нём также представлены системы естественного языка и сложная проверка грамматики.
Microsoft Office 97 — это первая версия Office, в которой есть помощник по Office — функция, предназначенная для помощи пользователям, реализованная в виде интерактивного анимированного персонажа, который взаимодействует с содержимым справки Office. Помощником по умолчанию была скрепка «Клиппит» по прозвищу «Клиппи». Эта функция также была включена в Office 2000, а также в Office XP (скрыт по умолчанию) и Office 2003 (не установлен по умолчанию), прежде чем быть полностью удалённой в Office 2007.
Office 97 также является первым продуктом Microsoft, включающим активацию продукта, хотя и ограниченными бразильскими версиями Office 97 Small Business Edition и Publisher.
Два приложения Office 97 содержали «пасхалки»: Microsoft Word 97 содержал скрытую игру в пинбол, а Microsoft Excel содержал скрытый авиасимулятор.

## Компоненты
Некоторые дополнительные программы были названы членами семейства Office 97, но не были включены ни в одну из редакций:
- Microsoft FrontPage 97;
- Microsoft FrontPage 98;
- Microsoft Project 98;
- Microsoft Team Manager 97.

## Редакции
Office 97 был выпущен в пяти редакциях:
| Office programs                     | Standard Edition | Professional Edition | Small Business Edition | Small Business Edition 2.0 | Developer Edition |
| ----------------------------------- | ---------------- | -------------------- | ---------------------- | -------------------------- | ----------------- |
| Word 97                             | Yes              | Yes                  | Yes                    | Yes                        | Yes               |
| Excel 97                            | Yes              | Yes                  | Yes                    | Yes                        | Yes               |
| Outlook 97                          | Yes              | Yes                  | Yes                    | Yes                        | Yes               |
| PowerPoint 97                       | Yes              | Yes                  | No                     | No                         | Yes               |
| Access 97                           | No               | Yes                  | No                     | No                         | Yes               |
| Bookshelf Basics                    | No               | Yes                  | No                     | No                         | Yes               |
| Developer Tools and SDK             | No               | No                   | No                     | No                         | Yes               |
| Publisher 97                        | No               | No                   | Yes                    | No                         | No                |
| Small Business Financial Manager 97 | No               | No                   | Yes                    | No                         | No                |
| Automap Streets Plus 5.0 (1997)     | No               | No                   | Yes                    | No                         | No                |
| Publisher 98                        | No               | No                   | No                     | Yes                        | No                |
| Small Business Financial Manager 98 | No               | No                   | No                     | Yes                        | No                |
| Direct Mail Manager                 | No               | No                   | No                     | Yes                        | No                |
| Expedia Streets 98                  | No               | No                   | No                     | Yes                        | No                |
| Internet Explorer 3.0               | Yes              | Yes                  | Yes                    | No                         | Yes               |
| Internet Explorer 4.0               | No               | No                   | No                     | Yes                        | No                |
| Schedule+ 97                        | Yes              | Yes                  | No                     | No                         | Yes               |
| Binder 97                           | Yes              | Yes                  | No                     | No                         | Yes               |
| FrontPage 97                        | No               | No                   | No                     | No                         | No                |
| Project 98                          | No               | No                   | No                     | No                         | No                |
| Team Manager 97                     | No               | No                   | No                     | No                         | No                |